# 勒马赖拉沙佩勒
勒马赖拉沙佩勒（法語：Le Marais-la-Chapelle，法語發音：[lə maʁɛ la ʃapɛl] ⓘ）是法国卡尔瓦多斯省的一个市镇，属于卡昂区。

## 地理
勒马赖拉沙佩勒（48°52'54"N, 0°1'32"W）面积2.42 平方千米，位于法国诺曼底大区卡爾瓦多斯省，该省份为法国西北部沿海省份，北濒大西洋英吉利海峡，东北与滨海塞纳省以海上边界相接，东临厄尔省，南至奧恩省，西与芒什省接壤。
与勒马赖拉沙佩勒接壤的市镇（或旧市镇、城区）包括：克罗西、欧日地区莱穆捷、方丹莱巴塞、蒙特勒伊-拉康布、奥穆瓦。

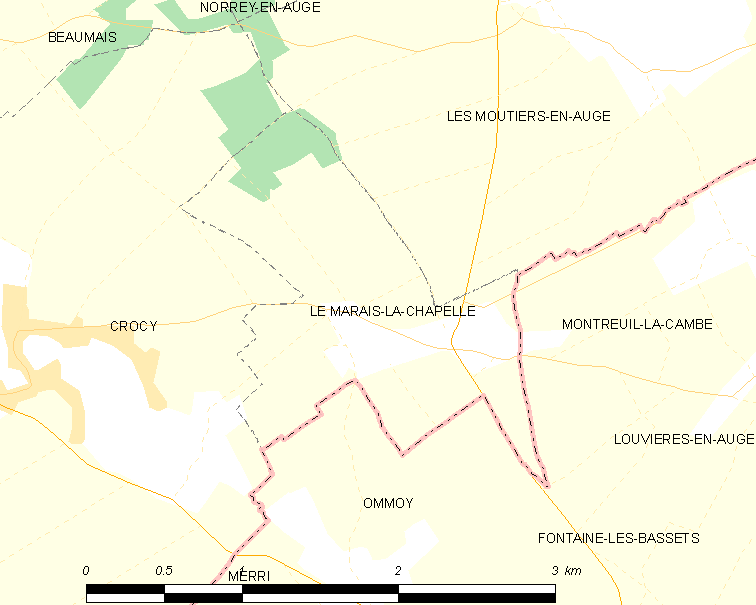
勒马赖拉沙佩勒的OSM定位图

勒马赖拉沙佩勒的时区为UTC+01:00、UTC+02:00（夏令时）。

## 行政
勒马赖拉沙佩勒的邮政编码为14620，INSEE市镇编码为14402。

## 政治
勒马赖拉沙佩勒所属的省级选区为法莱斯县。

## 人口

1962-2008年间勒马赖拉沙佩勒人口变化图示

勒马赖拉沙佩勒于2022年1月1日时的人口数量为95人。